# 8 dagar
8 dagar var ett svenskt TV-program i SVT 1. Det innehöll granskande utrikespolitiska analyser, och sändes under perioden 18 oktober 1987-17 december 2000. Programmet leddes av Aktuellts nyhetsankare Erik Arnér, Bengt Norborg och Margareta Lexius.
Inför år 2001 gjorde SVT omfattande förändringar av sina samhällsprogram. Detta innebar bland annat att utrikespolitiska 8 dagar och inrikespolitiska Speciellt lades ner och ersattes av Agenda. När 8 dagar lagts ner slutade programledaren Erik Arnér på SVT och började arbeta för TV4.
Signaturmelodin för programmet var Keith Mansfields "Time Runner".

## Övrigt
Varan-TV gjorde en parodi på programmet. En kille spelade då programledaren som sjöng låten 800 grader med Ebba Grön, fast texten var i stället "Åtta åtta dagar - du ska titta på mig, du ska titta på mig".

### Fotnoter
1. ↑  ”SVT, TV1 1987-10-18”. Svensk mediedatabas. 18 oktober 1987. https://smdb.kb.se/catalog/id/001706740. Läst 30 mars 2011.
2. ↑  ”SVT, SVT2 2000-12-17”. Svensk mediedatabas. 17 december 2000. https://smdb.kb.se/catalog/id/001757425. Läst 30 mars 2011.